# Wolodymyr Schesterow
Wolodymyr Schesterow (ukrainisch Володимир Шестеров, engl. Transkription Volodymyr Shesterov; * 16. Januar 1954) ist ein ehemaliger ukrainischer Langstreckenläufer, der für die Sowjetunion startete.
Bei den Olympischen Spielen 1980 in Moskau schied er über 10.000 m im Vorlauf aus.

## Persönliche Bestzeiten
- 5000 m: 13:22,3 min, 11. Juni 1980, Moskau
- 10.000 m: 28:07,0 min, 4. Juli 1980, Moskau